# Ерміт прибережний
Ермі́т прибережний (Ramphodon naevius) — вид серпокрильцеподібних птахів родини колібрієвих (Trochilidae). Ендемік Бразилії. Це єдиний представник монотипового роду Прибережний ерміт (Ramphodon).

## Опис

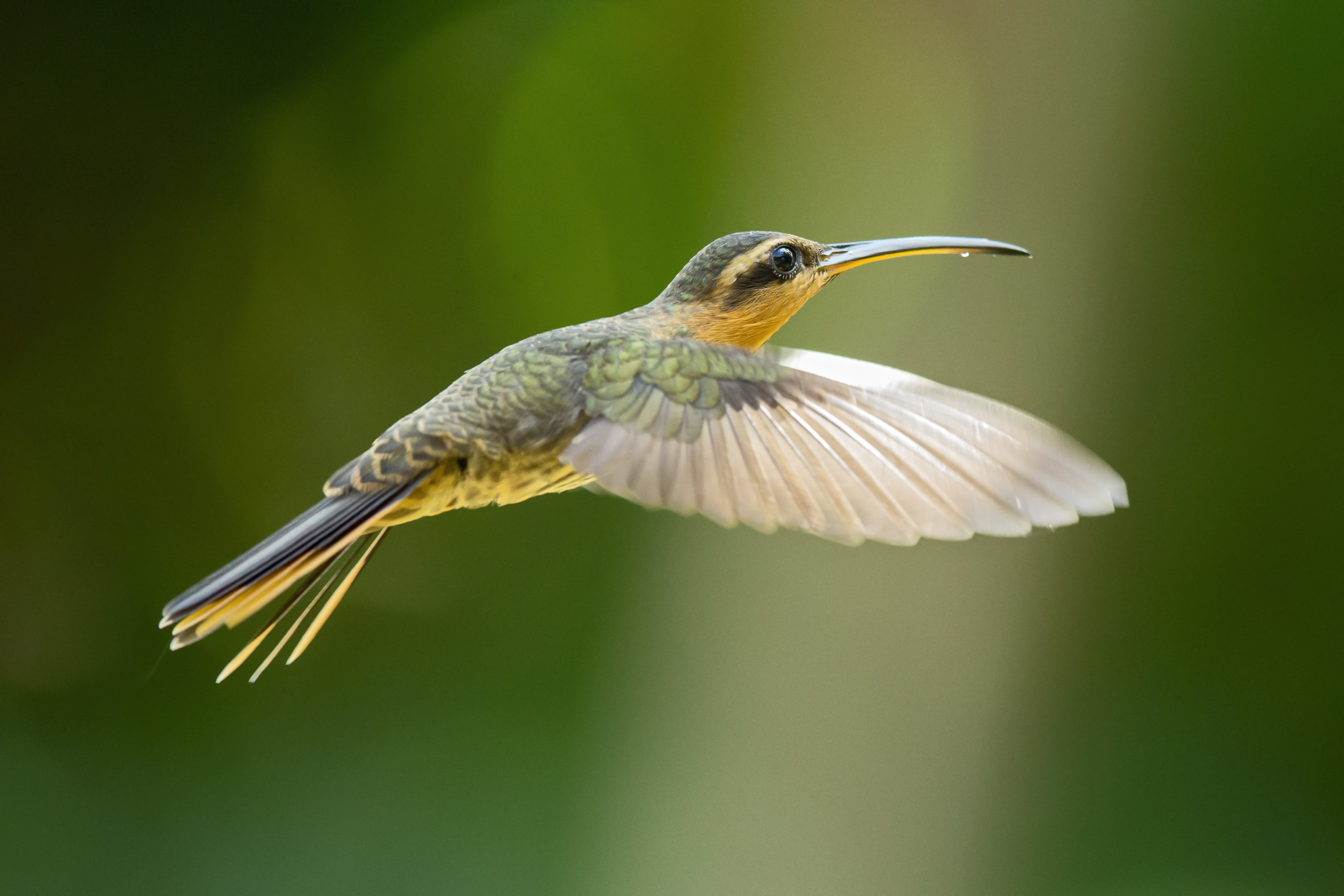
Прибережний ерміт в польоті

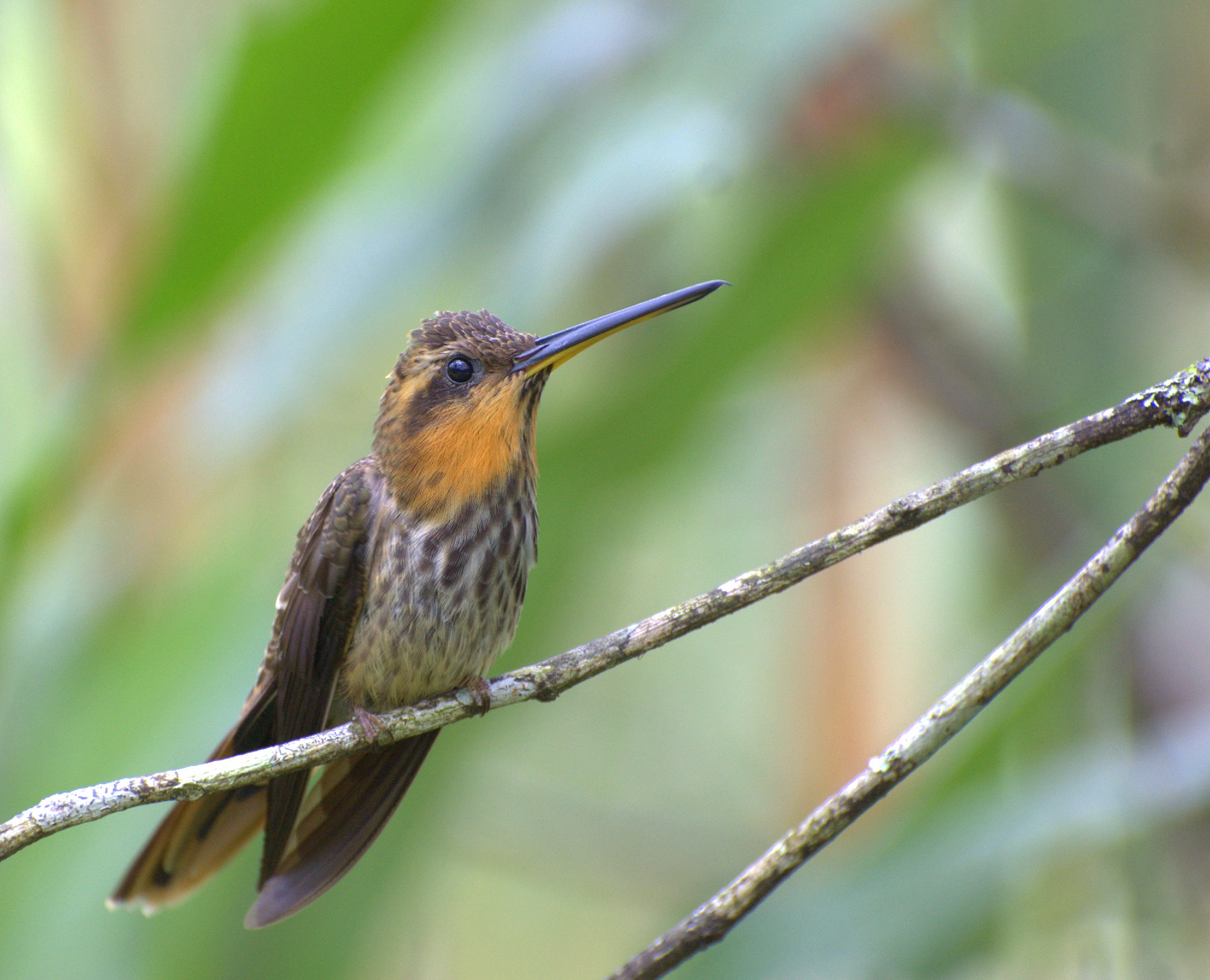
Прибережний ерміт

Довжина птаха становить 14-16 см, вага 5,3-11 г. Верхня частина тіла темно-оливково-коричнева, від очей до шиї ідуть кремові смуги. Горло світло-рудувато-коричневе з вертикальною чорною смугою, горло і груди поцятковані чорними і білими смугами. Хвіст округлої форми, чорний з фіолетовим відтінком. Крайні три пари стернових пер мають кремові кінчики. Дзьоб вигнутий, довжиною 35 мм, зверху чорний, знизу жовтуватий з чорним кінчиком. На нижній частині дзьоба є пилкоподібні зазубрини, у самців кінчик дзьоба гачкуватий. Самиці є дещо меншими за самців, смуга на горлі у них більш чіткі, дзьоб більш вигнутий.

## Поширення і екологія
Прибережні ерміти мешкають на південно-східному узбережжі Бразилії, від Еспіріту-Санту до Санта-Катарини. Вони живуть в підліску вологих атлантичних лісів, на висоті до 900 м над рівнем моря. Живляться нектаром бромелієвих і геліконієвих, а також дрібними безхребетними, яких збирають серед рослинності. Шукають нектар переважно на висоті до 6 м над землею. Як і більшість ермітних, прибережні ерміти не захищають свою кормову територію, а пересуваються між квітками, збираючи нектар, однак, на відмітну від інших видів, вони захищають свій маршрут пересування, проганяючи з нього інших колібрі. Сезон розмноження триває з липня по вересень. Гніздо конусоподібне, підвішується під кінчиком довгого, широкого листа. В кладці 2 яйця.